# محوطه هرکره
محوطه هرکره مربوط به سده‌های میانه اسلامی - دوره صفوی است و در شهرستان داورزن، جنوب و جنوب‌شرقی روستای ریوند واقع شده و این اثر در تاریخ ۱۶ اسفند ۱۳۸۴ با شمارهٔ ثبت ۱۴۳۶۱ به‌عنوان یکی از آثار ملی ایران به ثبت رسیده‌است.